# Kwong Chi Yan
Kwong Chi Yan (* 3. Dezember 1956) ist ein ehemaliger Radrennfahrer aus Hongkong.

## Sportliche Laufbahn
Kwong Chi Yan war Straßenradsportler aktiv. Er war Teilnehmer der Olympischen Sommerspiele 1976 in Montreal. Im Mannschaftszeitfahren wurde der Vierer aus Hongkong mit Chan Fai Lui, Chan Lam Hams, Kwong Chi Yan und Tang Kam Man 26. des Rennens. Im olympischen Straßenrennen schied er aus.